# Święty Barsanufiusz
Święty Barsanufiusz (ur. w V wieku, zm. ok. 540) – święty katolicki i prawosławny, rekluz, epistolograf.
Pochodzący z Egiptu pustelnik przez pięćdziesiąt lat przebywał w ścisłym odosobnieniu na terenie palestyńskiego klasztoru św. Seridosa. W listownych kontaktach ze światem zewnętrznym pośredniczył jedynie jego przełożony. Współcześni asceci i zakonnicy zwracali się do niego z prośbami o komentarze i wyjaśnienia dyskutowanych kwestii religijnych, a także porady duchowe, przez co wywarł olbrzymi wpływ na monastycyzm. Jego uczniami byli m.in. św. Doroteusz z Gazy i św. Dozyteusz Palestyński.
Spuścizna po świętym to listy zebrane przez Nikodema Hagiorytę razem z listami św. Jana (igumena klasztoru Merosaba) drukowane w Wenecji w 1816. 
Relikwie św. znajdują się w katedrze w Orii, której jest patronem.
Jego wspomnienie w Kościele katolickim obchodzone jest 11 kwietnia. W Kościele prawosławnym wspomnienie to wypada 6 lutego (według kalendarza juliańskiego. 

## Przekłady na język polski
- Barsanufiusz i Jan, Pytania i odpowiedzi, przeł. Andrzej Bober, w: Światła ekumeny. Antologia patrystyczna, oprac. A. Bober, Kraków 1965, ss. 295–297.